# Václav Kosnar
Václav Kosnar (* 10. května 1996 Klatovy) je někdejší český lední hokejista, který hrál na pozici útočníka, poté rozhodčí tohoto sportu. Je rovněž vyznavačem Ice Cross Downhill.

## Život
S hokejem začínal ve svém rodném městě, v tamním klubu. Strávil v něm rovněž svá mládežnická léta a během sezóny 2017/2018 prvně nastoupil za mužský tým tohoto celku. Celkově za muže sehrál během ročníku jedenáct zápasů a po jeho konci svou hráčskou kariéru ukončil. Vedle toho se věnuje rozhodčovské kariéře.
Vedle ledního hokeje se Kosnar věnuje i Ice Cross Downhill, během něhož závodníci jedou ledovým korytem a během cesty překonávají nastražené překážky. V prosinci 2015 se účastnil klání v rakouském zimním středisku Wagrain-Kleinarl a ač byl úplným nováčkem, podařilo se mu dostat mezi nejlepších 64 závodníků. Následně se účastnil závodů ve Finsku nebo ve Spojených státech amerických.